# Seconda battaglia delle Alpi
La seconda battaglia delle Alpi, chiamata anche campagna delle Alpi, si svolse tra il settembre 1944 e il maggio 1945 nell'ambito dei più vasti eventi del fronte occidentale della seconda guerra mondiale.
Gli scontri sulla catena delle Alpi occidentali, una conseguenza degli sbarchi delle truppe degli Alleati nel sud della Francia nell'agosto 1944, videro opporsi le forze tedesche e della Repubblica Sociale Italiana da un lato e le truppe del Governo provvisorio francese, guidato dal generale de Gaulle, e dei partigiani italiani dall'altro. La battaglia è spesso considerata l'ultimo impegno militare cui l'Italia prese parte durante la seconda guerra mondiale.

## Premesse storiche
L'armistizio dell'8 settembre 1943 causò la divisione della penisola italiana tra il Regno del Sud, con a capo Re Vittorio Emanuele III, e la Repubblica Sociale Italiana nel Nord, guidata da Mussolini e alleata dei tedeschi. Le condizioni dell'armistizio prevedevano che le uniche nazioni autorizzate ad occupare il territorio italiano fossero gli Stati Uniti, il Regno Unito e l'Esercito Cobelligerante Italiano. Dopo la liberazione di Parigi il 25 agosto 1944 e la caduta del Governo di Vichy, vennero formati un Governo provvisorio della Repubblica francese e un nuovo esercito impiegato principalmente contro i tedeschi sul fronte occidentale.
Dopo l'operazione Dragoon, con lo sbarco in Provenza e l'invasione della Francia meridionale a metà agosto 1944, gli Alleati avanzarono rapidamente verso nord. I tedeschi si ritirarono sulle vette e sui valichi alpini al confine con l'Italia, dopo alcuni duri combattimenti durante il mese di settembre. Il 5 settembre, Briançon, che era stata conquistata dai tedeschi, venne liberata e a metà settembre, e i francesi avanzarono nella valle della Maurienne fino a Modane. Il rigido inverno nelle Alpi congelò le posizioni prima della ripresa dei combattimenti nella primavera successiva.

## L'azione bellica
Nel 1944 il Governo provvisorio francese aveva creato l'Armée des Alpes (Esercito delle Alpi) per combattere i tedeschi e le divisioni dell'Esercito della RSI a guardia della Valle d'Aosta, del Piemonte, delle Alpi francesi e della Liguria. Il distaccamento aveva un totale di 22 000 uomini, quando iniziò la penetrazione in alcuni luoghi di confine come previsto dagli stessi accordi tra i governi alleati. Il 27 aprile altre compagnie si unirono al distaccamento, portando così le truppe francesi a 24 000 supportati da elementi della resistenza francese. La maggior parte dei soldati erano Chasseurs Alpins, addestrati a combattere in terreni montuosi. Il resto della forza francese era formato da partigiani e da volontari italiani che combatterono a fianco dell'esercito francese dopo essere stati fatti prigionieri durante l'operazione Dragoon. Alcuni battaglioni francesi furono schierati sulle Alpi meridionali per invadere la regione Liguria, a partire da Ventimiglia.
I partigiani italiani operanti nelle retrovie in val d'Aosta, ovvero la II Zona secondo l'organizzazione partigiana (la II Zona comprendeva anche Ivrea), erano guidati da figure di spicco come Émile Chanoux (di sentimento autonomista e federalista), supportati anche da missioni alleate e del Regno d'Italia come la missione gestita da Augusto Adam, Maggiore di fanteria in servizio permanente effettivo e ufficiale del Sim, che assunse lo pseudonimo Blanc durante la Resistenza. Dopo la morte di Chanoux per mano nazifascista e la fine del Comité de Libération che presiedeva venne costituito il primo CLN valdostano. Verso questo Adam si occupò inizialmente dell'organizzazione dei rifornimenti per le formazioni partigiane della Valle d'Aosta e del Piemonte settentrionale (III Zona). Nel novembre 1944 Adam venne inviato in Francia dal governo Bonomi per avviare colloqui con gli Alleati sulla situazione italiana e sulla questione valdostana e, dopo molte difficoltà, nei mesi successivi, venne aviolanciato nella zona per coordinare le ultime fasi del conflitto insieme a Cesare Ollietti, noto paladino della causa annessionista alla Francia, conosciuto col nome di battaglia di Mésard. Ollietti creò la potente formazione autonoma Chanoux.
Alcune delle unità partigiane ripararono spesso sul lato francese, in particolare durante il 1944, così fu per una brigata giellista del Cuneese e per il gruppo autonomo Ruitor di La Thuile, ciò nonostante il persistere delle tensioni con i partigiani francesi a seguito di quello che era stato considerato il tradimento del '40.
In genere tra le brigate partigiane valdostane si svilupparono varie correnti di pensiero, pur tutte favorevoli o comunque non contrarie all'autonomia. In particolare quelle dell'Alta Valle auspicavano l'annessione alla Francia al contrario di quelle della bassa valle e della Garibaldi (che pur non a favore dell'autonomia si disse non ostile ad essa) che seguirono in particolare il pensiero di Chabod. A fronte di questa situazione si creano svariati CNL contrapposti, dal Comité valdotain de Libération (sostenuto da una missione dei servizi segreti francesi, la Mission Mont-Blanc diretta da Henri Voisin, convinto sostenitore della causa annessionistica, per la parte politica) a CNL autonomi promossi dal CNL piemontese. In questa situazione Chabod sollecitò con successo un intervento del presidente del consiglio italiano Ivanoe Bonomi che il 16 dicembre 1944 sostenne le richieste di autonomia amministrativa e culturale per la Valle.
Nonostante il clima di tensione che si venne a creare nel periodo di fine '44 ed inizio '45 tra le stesse formazioni di resistenza le formazioni rimasero attive, anche se il clima rigido e le repressioni di metà 1944 provocarono una forte riduzione dei numeri degli attivi che il generale Magliano considerò non superiore a 400. Tale forza doveva fronteggiare 6000 soldati tedeschi e 5000 militari della divisione RSI della Littorio; in particolare questi ultimi sostituirono parte delle truppe tedesche al Piccolo San Bernardo ed al Col du Mont facendo immaginare un ritiro dei tedeschi a breve; si venne a creare un clima che provocò numerose defezioni dei militari della RSI. Il fronte nel periodo rimase sostanzialmente stabile e limitato a scambi di artiglierie tra truppe dell'Asse e le truppe francesi oramai a ridosso del confine, solo da marzo si ebbe un'escalation nei combattimenti sul fronte alpino coincidente con il riavvio dell'attività insurrezionale che fu possibile grazie al ritorno dei partigiani fuggiti in Francia e Svizzera e bloccati dalle intemperie, nonché da rinforzi provenienti dal Piemonte.
In particolare i tedeschi, per guadagnarsi la ritirata, attaccarono alcune postazioni partigiane come il 21 febbraio alla Morgnetta, posizione garibaldina sul monte di Fénis, ed il rastrellamento del 17-23 marzo della Valtournenche, Ayas e Gressoney.
Nelle Alpi vennero condotte principalmente quattro operazioni principali tra le forze francesi e quelle dell'Asse a partire da marzo. Di seguito sono riassunti alcuni dei principali scontri avvenuti nel teatro delle alpi occidentali.
Forte Chenaillet
Conquistato il 5 settembre 1944 dalla 27ª divisione fanteria alpina francese, il 21 settembre elementi del battaglione Tirano della divisione Monterosa e del 85º reggimento della divisione Gams lanciarono un violento contrattacco che colse alla sprovvista i difensori che furono costretti a una precipitosa ritirata, durante l'attacco cadde un alpino del battaglione Tirano mentre da parte francese 4 algerini uccisi e 2 feriti tutti appartenenti al 159º Reggimento Fanteria Algerina

### Piccolo San Bernardo
I francesi attaccarono per primo il forte di Redoute Ruinée che proteggeva il passo del Piccolo San Bernardo il 21 dicembre 1944. Tra il marzo 23 ed il 31 essi attaccarono il forte una seconda volta, ma la forte resistenza e il tempo cattivo condussero al fallimento dell'operazione.
All'inizio dell'aprile 1945 il 4º Reggimento Alpini e la Divisione Littorio della RSI, insieme ai tedeschi del 100º Reggimento Gebirgsjäger, organizzarono una linea di fronte da Rhêmes a La Forclaz. Il 10 aprile i francesi cominciarono una serie di attacchi in direzione del passo ed infine tra il 23 ed il 25 aprile i tedeschi abbandonarono le posizioni tenute fino a quel momento.  Il 25 aprile i francesi si prepararono quindi a varcare il territorio italiano.
Seri combattimenti continuarono attorno al forte di Redoute Ruinée nel quale si erano trincerate le truppe della RSI. Nella mattina del 29 aprile il comandante degli alpini della Littorio, il tenente colonnello Armando De Felice, ordinò a tutti di abbandonare le posizioni in territorio francese permettendo ai francesi di occupare tra il 29 ed il 30 il forte e Roc de Belleface, rimasta l'ultima posizione occupata dagli italiani in territorio francese.
La campagna del Piccolo San Bernardo era finita, costò la vita a 90 francesi.

### Moncenisio
Chiamato Operation Izard l'attacco al Colle del Moncenisio iniziò il 5 aprile. Fu condotto da 3000 uomini della mezza brigata degli Chasseurs Alpins della 27ª divisione alpina guidati dal colonnello Alain Le Ray e rinforzati da due batterie pesanti di artiglieria della 1ª Divisione della Francia Libera. La posizione era difesa da un battaglione della 5ª divisione Gebirgsjäger e da un battaglione della RSI dei paracadutisti della Folgore, supportati dall'artiglieria tedesca per un totale di 1500 uomini.
L'operazione cominciò con un attacco al posto di osservazione tedesco di Pointe de Bellecombe (2750m), che fu raggiunto dopo una scalata notturna di 600m con condizioni meteo difficili. La posizione venne distrutta, ma il contrattacco obbligò i francesi a ripiegare nella tarda giornata. L'obiettivo principale era il vecchio forte di Mont Froid che permetteva il controllo dell'intera area.
Dopo essere riusciti a mettere piede nel forte il 5 aprile la cattura dello stesso avvenne solo dopo molti giorni di confusi combattimenti ravvicinati, ma il seguente attacco al Forte della Turra fu un fallimento e l'offensiva si bloccò a seguito del ritiro dell'artiglieria pesante francese per essere usata nell'attacco contro il massiccio dell'Authion. Il 12 aprile i tedeschi delle unità da montagna ed i militari della RSI condussero un contro attacco perfettamente eseguito ricatturando e scacciando i francesi dal pianoro di Moncenisio. I francesi in questa operazione subirono 61 caduti in combattimento.
Il fallimento dell'operazione Izard ebbe severe conseguenze sulle forze di Doyen e convinse gli americani a non sostenere ulteriori offensive. Il passo del Moncenisio fu catturato solo il 27 aprile dopo il ritiro delle forze dell'Asse.

### Battaglia dell'Authion
Tra il 10 ed il 12 aprile 1945 forze francesi presero il controllo del Massiccio dell'Authion. Il massiccio era difeso da molti forti tenuti dalle forze tedesche della 34ª divisione e della divisione italiana Littorio, sotto il comando del generale Lieb. Gli intensi combattimenti nella campagna delle alpi Marittime costarono ai francesi 292 caduti, 752 feriti e 56 prigionieri, da parte dei tedeschi 120 caduti, 482 feriti e 242 prigionieri, da parte italiana, 5 caduti, 16 feriti e 155 prigionieri.

### Col de Larche/Colle della Maddalena
Il colle di Larche, conosciuto in Italia come colle della Maddalena, collega la valle di Ubaye, tramite la valle tributaria di Ubayette, alla Valle Stura di Demonte. Era difesa da numerosi forti francesi: Ouvrage Roche-la-Croix, Ouvrage Saint Ours Haut e Ouvrage Saint Ours Bas tenuti da truppe tedesche e italiane.
Un assalto fu lanciato il 22 aprile dalle forze francesi inclusi elementi dei reggimenti 99, 141 e 159 alpini e dal 5º reggimento Dragoni della 27ª divisione Alpina. Erano supportati da aviazione e artiglieria della 1ª Divisione Francia Libera.
Dopo una violenta preparazione di artiglieria i francesi catturarono il villaggio di Larche, tagliando i forti dalla loro retroguardia e Roche la Croix cadde ad inizio della nottata. Il 23 aprile Saint-Ours Haut fu trovato abbandonato e quindi catturato senza combattimenti, ma Saint-Ours Bas dovette essere assaltato e solo nella giornata successiva venne ottenuta la resa delle isolate sacche di resistenza. Il ritiro della artiglieria francese obbligò alla riorganizzazione delle forze e i combattimenti ripresero solo il 26 aprile trovando però le postazioni residue abbandonate. I combattimenti costarono ai francesi 15 morti e 38 feriti, mentre alle forze dell'Asse 34 morti e 150 uomini catturati.

## L'intervento alleato
Il maresciallo Harold Alexander, comandante supremo alleato nel Mediterraneo, stabilì un governo militare nel nord seguendo i piani già stabili dai governi alleati. Alle forze francesi fu permesso di penetrare in Italia per 30 chilometri secondo gli accordi, a seguito del collasso dell'Asse nel maggio 1945, anche se in alcuni punti gli accordi furono violati e la penetrazione fu maggiore.
In particolare in Valle d'Aosta era attiva la missione statunitense Clarinda comandata dal maggiore McKenna con importanti compiti diplomatici che fu molto attiva a mediare tra le parti sul campo evitando incidenti gravi tra i gruppi di ricognizione francesi e le unità partigiane della bassa valle (composte da unità comuniste in contrapposizione alle truppe dell'alta valle di ispirazione autonomista e cattolica). Le truppe partigiane nel mentre avevano liberato importanti infrastrutture nevralgiche dopo una serie di fruttosi colpi di mano, ad esempio il 12 aprile avviene la liberazione dei partigiani detenuti nel carcere giudiziario di Aosta; la città di Aosta ufficialmente liberata il 27 aprile con gli ultimi reparti della RSI che si consegnarono nelle mani Alleate.
In quei giorni convulsi ci fu anche una raccolta firme da parte di molti valligiani, circa ventimila, per richiedere l'annessione alla Francia e molto attiva nella propaganda fu la già vista missione Mont Blanc
Il generale Alexander ordinò al generale francese Paul-André Doyen di ritirare l'Armée des Alpes entro i confini franco-italiani pre bellici, ma il generale rifiutò seguendo gli ordini di De Gaulle.
Nei messaggi dello Stato Maggiore Combinato fu riportato che Doyen minacciò che avrebbe impedito la creazione del Governo Militare Alleato di Aosta seguendo gli ordini del governo provvisorio di de Gaulle. Truman contattò direttamente de Gaulle avvertendolo che in quelle circostanze sarebbe stato obbligato a tagliare tutti i rifornimenti militari statunitensi, anche se sarebbe continuata la distribuzione delle razioni.
Il generale francese Juin arrivò il giorno dopo al quartiere generale di Alexander per chiarire la situazione ed evitare fraintendimenti. Venne accordato che i francesi si sarebbero ritirati dalla Val d'Aosta e dalla valle di Susa all'arrivo delle truppe statunitensi, ma avrebbero ritardato il ritiro da Tenda come contropartita politica per mantenere intatto il morale delle truppe francesi.
Il 4 maggio, in particolare, gli statunitensi arrivarono ad Aosta permettendo così la creazione del Governo Militare Alleato Locale.

## Trattato di Parigi
Nel dopoguerra con i Trattati di Parigi del 1947 il confine italo-francese venne leggermente modificato a favore della Francia, per lo più in area alpina disabitata, tranne che per le piccole cittadine di Tenda e Briga.